# جیمبوری
جیمبوری (انگلیسی: Gymboree) شرکت اسباب‌بازی آمریکایی است، که در سال ۱۹۷۶ تأسیس شد.